# Joseph Prathan Sridarunsil
Joseph Prathan Sridarunsil SDB (Wat Phleng, 9 de fevereiro de 1946) - sacerdote católico romano tailandês, desde 2004 bispo de Surat Thani.

## Biografia
Foi ordenado sacerdote em 29 de junho de 1975 na Congregação dos Salesianos. Durante vários anos trabalhou em instituições religiosas e, em 1982, foi para Roma para estudar teologia da espiritualidade. Depois de obter o título em 1984, voltou ao país e tornou-se diretor da casa dos candidatos ao convento de Hua Hin. Em 1986-1992 foi vigário da Província Tailandesa da Congregação e em 1992-1998 seu superior. Terminado o seu mandato, assumiu o reinado das instituições religiosas de Udonthani e Sampran, e em 2004 foi reeleito inspetor dos Salesianos tailandeses.
Em 9 de outubro de 2004, o Papa João Paulo II o nomeou Bispo de Surat Thani. Foi ordenado bispo em 28 de novembro de 2004 pelo Card. Crescêncio Sepe.
Em 2015, foi eleito vice-presidente da Conferência Episcopal Tailandesa. 